# 緑青
緑青（ろくしょう）とは、銅が酸化することで生成される錆。青みがちな緑色をしていることから日本語ではそのように呼ばれる（※言葉については後述する）。
銅合金の着色に使用されたり、銅板の表面に皮膜を作って内部の腐食を防ぐ効果や、抗菌効果がある。
日本では過去に、緑青には毒性があるとされてきたが、現在では否定されている。

## 名称
日本語名称「緑青（ろくしょう）」は、読んで字のごとく、この錆の色合いが「あおみどり（青緑）」であることから来ている。別称として「銅青（）」と「銅銹（）」があり、前者はこれも読んで字のごとく「銅」の「青」であることに由来する。対して後者は「銅」の「銹（さび）」という意味で、最も直接的表現と言える。「石緑（）」「あおさび」ともいう。また、緑青の色は「緑青色（ろくしょういろ）」という。緑青が発生することを「緑青を吹く」という。
中国語では「銅銹（簡体字: 铜锈）」または「銅綠」という。いろについての表現は確認できない。
英語では "verdigris" といい、こちらは「緑青色」のことをも指す。この語は、日本語にも色名としては音写形が移入しており、「ベルディグリ（表記揺れ: ヴェルディグリ）」が外来語として通用する。
フランス語では "vert-de-gris（表記揺れ: vert de gris）といい、「ギリシャの緑」を意味する古フランス語 "vert de Grice" に由来する。

ベルリン大聖堂

- 語構成［ fr: vert-de-gris（銅の錆に見られる緑青色、銅の錆）＜ vert de gris ＜ OF: vert de Grice（="green of Greece"、ギリシャの緑、銅の錆に見られる緑青色）］

フランス語名は英語名の語源でもあるが、英語がそのままの語形で色名をも表すのと違って、フランス語で「緑青色」を表す場合はハイフン（※フランス語でいう "trait d'union〈トレデュニオン〉"）を用いずに "vert de gris" と記すことが多い。英語名と違ってこちらの語は日本語に移入されているとまでは言えない。しかしながら、フランス関係の、芸術分野や、飲食店などサービス施設の施設名などといった形では、音写形「ヴェール・デ・グリ」の用例が見られる。

## 化学
環境下において、銅や銅合金が、酸素・二酸化炭素・水分・塩分などと反応することで金属上に生成される青緑色の銅塩が、「緑青」と呼ばれる。緑青は様々な銅塩の混合物であり、塩基性炭酸銅、塩基性酢酸銅 Cu(OH)CH3COO・2.5H2O、塩基性塩化銅、塩基性硫酸銅 CuSO4・3Cu(OH)2、その他が含まれる。

## 利用
緑青は、銅合金の着色に欠かせない素材となっている。銅葺屋根や銅像においては、むしろ緑青独特の色を美術的にも効果的に取り入れている。古代から銅の鉱石および顔料として利用されてきた孔雀石は、天然の塩基性炭酸銅を成分とする。
緑青は、酸素の触れる表面にのみ発生し、比較的脆いために落とすことができるうえ、緑青が金属の表面に発生すると皮膜が生じ、不動態となり、内部の腐食を防ぐ効果がある。ブロンズ像は、緑青の皮膜に覆われることで長きにわたって元の形を留めることができている。
多くの建築物では、銅管が給水設備に使われており、緑青が内部で発生することがあるが、銅管の腐食の進行を防ぐ効果がある。流し台や浴槽などに緑青のようなものが付く場合があるが、大抵は石鹸滓（かす）やヒトの垢と銅イオンが反応した結果である。特殊な水質で無い限り、銅管から緑青が溶け出したり、緑青が原因で水が青色になることは無い。

## 毒性への誤解

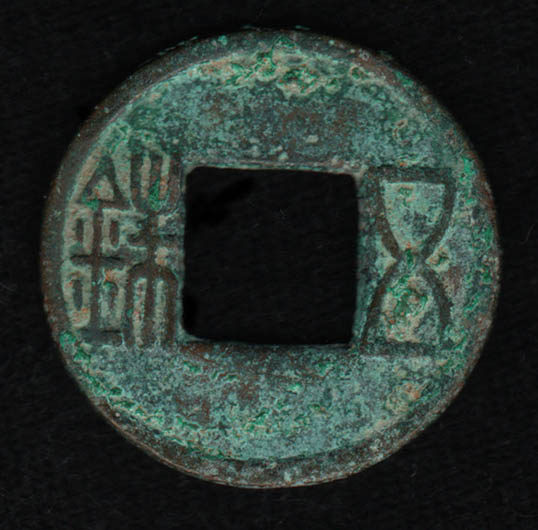
腐食した漢代中国の銅貨

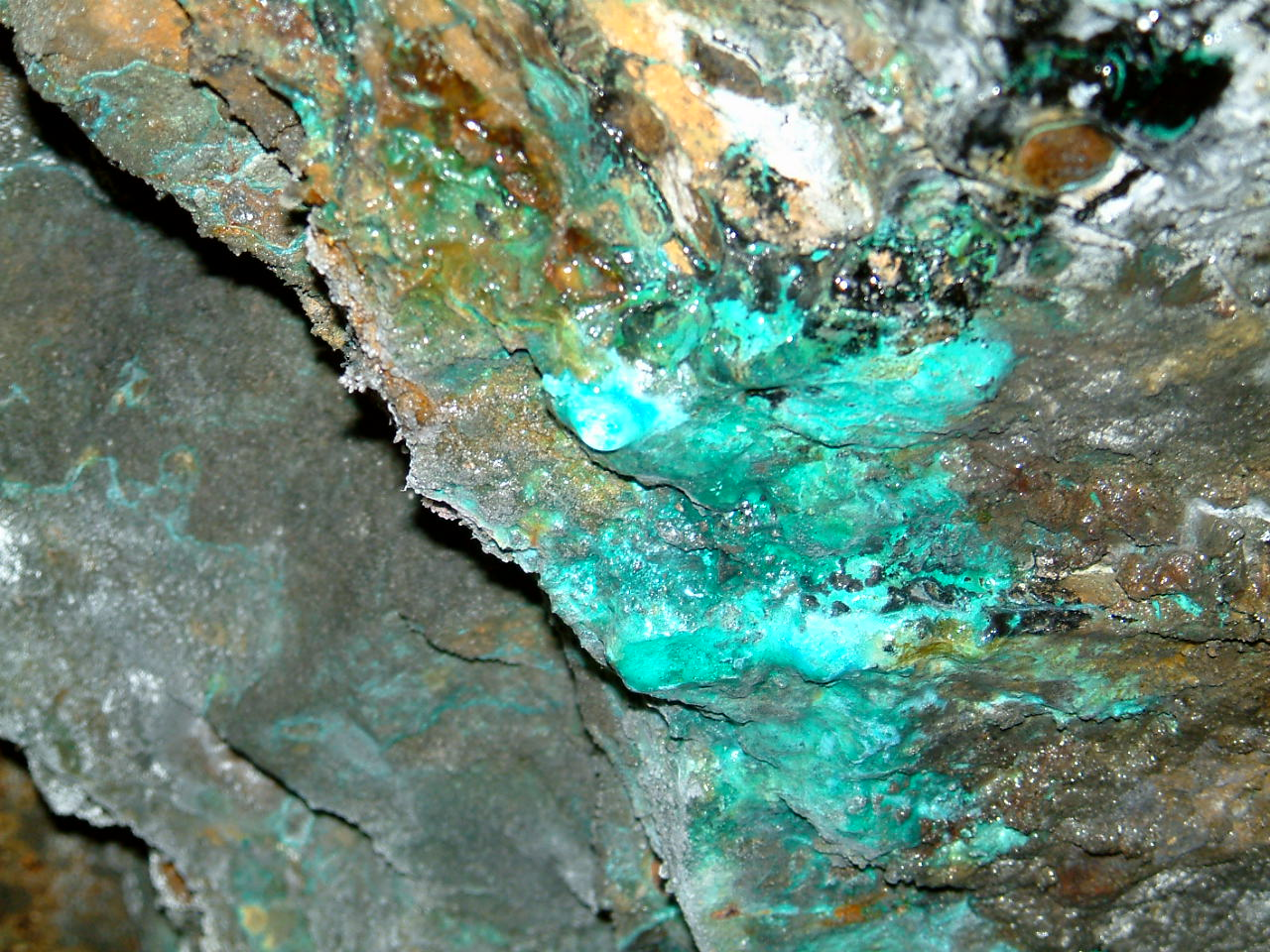
緑青の浮いた銅鉱床。場所はドイツのマルスベルクにあるキリアンシュトレン鉱山 (cf.)。

日本では、昭和後期まで緑青は猛毒であると考えられ、一部の教科書や辞書類にも「猛毒である」と書かれていた。
緑青を猛毒とする説が何を根拠に提唱されたかということに定説は無いが、いくつかの可能性が指摘されている。
不純物誤解説
不純物（特に砒素）による毒性を緑青自体の毒性と誤解した可能性がある。
銅は精錬技術が低い場合に毒性物質が残留することが多いので、それを銅自体の毒性と誤解する可能性が高いという指摘がある。特に砒素は単体金属に比べて酸化物の毒性が高いため、それを含む金属状態の銅が緑青化することによって毒性が増す可能性が高いと考えられる。
奈良の大仏（東大寺盧舎那仏像）など主に西日本で使われた青銅は、世界的に見ても砒素の含有率が高いため、青銅の緑青による砒素中毒を緑青自体の毒性と誤解する可能性が日本では高かったという指摘もある。
名称混同説
紛らわしい名称をもつ別の猛毒物質と混同された可能性がある。
花緑青（パリグリーン・アセト亜ヒ酸銅(II)）と唐緑青（シェーレグリーン・亜ヒ酸銅(II)）の可能性が指摘されている。いずれも銅イオンに由来する緑色の顔料であり、砒素に由来する強い毒性を持つ。
1879年（明治12年）に「唐緑青」が食品添加物（着色料）として使われ、中毒事故を起こしたという内務省衛生局の報告があり、1882年（明治15年）や翌1883年（明治16年）の内務省諭告で「緑青中毒」への注意喚起が行われている。ひとつの可能性として、内務省諭告の「緑青」は「唐緑青」の意味であり、この省略された記載（担当者が差異を認識していなかった可能性もある）が誤解のきっかけになったことも考えられる。
しかし、東京大学医学部教授の豊川行平が、1962年（昭和37年）から天然緑青を動物に経口投与する実験を3年がかりで行った結果、「恐ろしい猛毒という知識は間違いで、他の金属と比較して毒性は大差ない」と結論づけた。1974年（昭和49年）に東京大学教授の和田攻助が、塩基性炭酸銅と硫酸銅を用いた同じ実験を再度行った結果、前回の研究結果とほぼ一致し、さらに、成長率・生存率・妊娠・出産に影響する遺伝障害も、一切見当たらないことが確かめられた。
厚生省は、国立衛生試験所の戸部満寿夫を主任とする研究班を1981年（昭和56年）に設置し、緑青の主成分である塩基性炭酸銅についての研究を3年にわたって行った。1984年（昭和59年）8月6日に出された研究報告では、経口投与による半数致死量 (LD50) は1250 - 1495mg/kg、慢性毒性試験では2000ppmを投与した集団で体重増加の抑制や血液中の脂質の減少が見られたのみで、「緑青の主成分である塩基性炭酸銅の毒性は、さほど強いものとは考えられない。」としている。また、1989年（昭和64年/平成元年）に長谷川隆一らが行った急性毒性試験でも、LD50は、雄のラットで1350mg/kg、雌のラットで1495mg/kgという数値が出されている。